# Skerešovo
Skerešovo (in ungherese Szkáros) è un comune della Slovacchia facente parte del distretto di Revúca, nella regione di Banská Bystrica.